# جوزيف ناثانيل فرينش
جوزيف ناثانيل فرينش (بالإنجليزية: Joseph Nathaniel French) هو مهندس معماري أمريكي، ولد في 24 أكتوبر 1888 في بوسطن في الولايات المتحدة، وتوفي في 28 فبراير 1975 في ليفونيا في الولايات المتحدة.